# Nationale Forschungsuniversität Russlands
Nationale Forschungsuniversität Russlands (NIU, russisch Национальный исследовательский университет России Nazionalny issledowatelski uniwersitet Rossii) ist ein Status, der Universitäten auf Wettbewerbsbasis widerruflich für eine Zeit von zehn Jahren verliehen wird, die sowohl Ausbildung als auch Forschung in ihren Betrieb integrieren.

## Wettbewerb
Ziel des Wettbewerbs war es, Universitäten auszuwählen, die nicht nur eine effektive Berufsvorbereitung boten, sondern auch wissenschaftliche Forschung in ihren Universitätsbetrieb integrieren konnten.
Der Wettbewerb wurde vom russischen Ministerium für Bildung und Wissenschaft abgehalten. Um den Status einer Nationalen Forschungsuniversität zu erhalten, musste beim Auswahlverfahren Faktoren wie der aktuelle Zustand und die Entwicklungsdynamik der Universität, die Personalentwicklung, die Infrastruktur von Bildung und Forschung, die Wirksamkeit von Bildung, Wissenschaft und Innovationswesen und internationale Nachweise von Qualität und Validität und die Auswirkungen der Statusverleihung berücksichtigt.

## Entzug des Status
Die Universitäten berichten regelmäßig über den Stand des Programms. Der Status kann entzogen werden.

## Geschichte
Das Projekt Nationaler Forschungsuniversitäten wurde am 7. Oktober 2008 gestartet. Im gleichen Jahr war vom Präsidenten der Russischen Föderation der Ukas „Über die Durchführung des Pilotprojekts zur Einrichtung von nationalen Forschungsuniversitäten“ erlassen worden. Im gleichen Ukas erhielten außer Konkurrenz als erste die Nationale Nuklearforschungsuniversität (Moskauer Institut für Technische Physik) und die Nationale Universität für Forschung und Technologie MISiS den Status einer Nationalen Forschungsuniversität verliehen.
Am 13. Juli 2009 gab die Regierung der Russischen Föderation einen Erlass heraus, um einen offenen Wettbewerb unter den russischen Universitäten um den Status einer Nationalen Forschungsuniversität ins Leben zu rufen. Am 31. Juli 2009 war der offizielle Start des Wettbewerbs. Aus den 110 Anträgen wurden 28 Finalisten ermittelt. Eine Kommission bestimmte am 17. Oktober 2009 die 12 Gewinner.
Am 5. Februar 2010 wurde ein Prikas über die Durchführung eines zweiten Wettbewerbs erlassen. Bei diesem Wettbewerb gab es 128 Teilnehmer. Aus den 32 Finalisten wählte eine Kommission 15 Universitäten aus, die den Status einer Nationalen Forschungsuniversität erhalten sollten. Die Liste wurde am 20. Mai 2010 von der Regierung genehmigt.

## Liste der anerkannten Universitäten
- Nationale Universität für Forschung und Technologie MISiS
- Nationale Forschungsuniversität für Kerntechnik „MIFI“ (Moskauer Institut für Technische Physik)
- Nationale Forschungsuniversität Staatliche Universität Belgorod
- Nationale Forschungsuniversität „Hochschule für Wirtschaft“
- Staatliche Technische Universität Irkutsk
- Staatliche Technische Universität Andrei Nikolajewitsch Tupolew Kasan
- Technische Forschungsuniversität Kasan
- Mordwinische Staatliche Universität Nikolai Platonowitsch Ogarjow
- Moskauer Staatliches Luftfahrtinstitut
- Nationale Forschungsuniversität für Elektronische Technologie
- Moskowski Gossudarstwenny Stroitelny Uniwersitet
- Staatliche Technische Universität Moskau
- Moskauer Institut für Physik und Technologie
- Moskauer Energetisches Institut
- Lobatschewski-Universität Nischni Nowgorod
- Staatliche Universität Nowosibirsk
- Staatliche Universität Perm
- Nationale Polytechnische Forschungsuniversität Perm
- Russische Staatliche Medizinische Universität
- Gubkin-Universität für Erdöl und Gas
- Nationale Forschungsuniversität Sergei Pawlowitsch Koroljow Samara
- Staatliche Bergbau-Universität Sankt Petersburg
- Polytechnische Peter-der-Große-Universität Sankt Petersburg
- Staatliche Universität für Informationstechnologien, Mechanik und Optik Sankt Petersburg
- Akademische Universität St. Petersburg – Zentrum für Forschung und Bildung für Nanotechnologie der Russischen Akademie der Wissenschaften
- Staatliche Universität Saratow
- Polytechnische Universität Tomsk
- Staatliche Universität Tomsk
- Staatliche Universität Südural